# مقاطعة بومديد

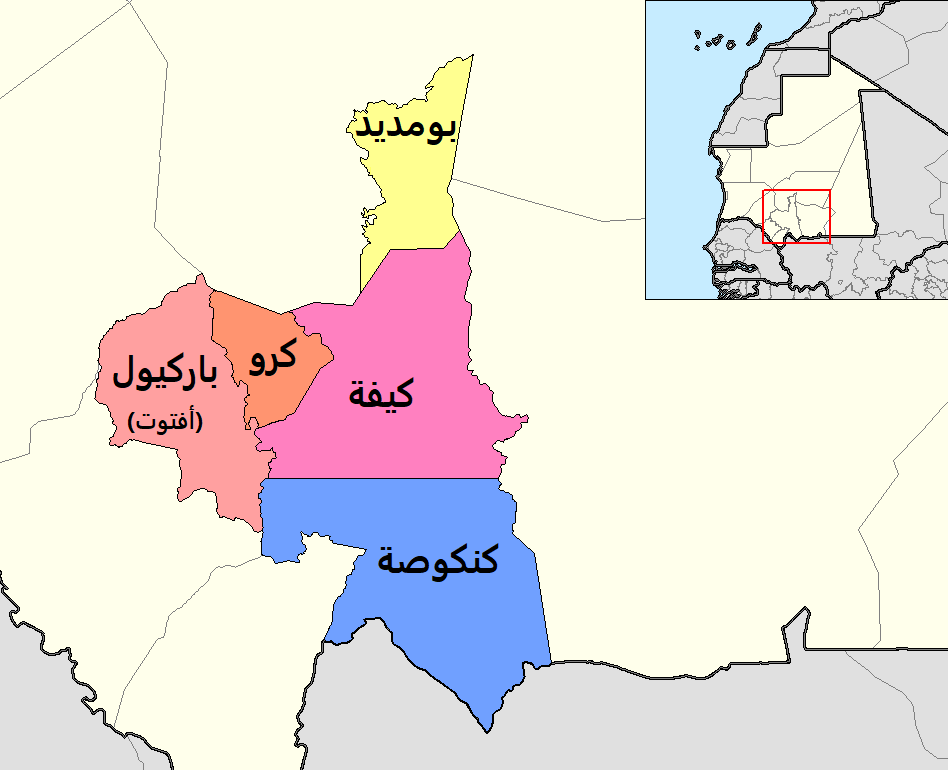
مقاطعات العصابة : بومديد في الشمال

مقاطعة بومديد هي إحدى المقاطعات الخمسة في ولاية العصابة في موريتانيا.

## قائمة البلديات في المقاطعة
تتكون مقاطعة بومديد من ثلاث بلديات :
- بومديد
- حسي الطين
- لفتاح

في عام 2000 ، كان مجموع سكان مقاطعة بومديد 8704 نسمة (4328 رجلاً و 4376 امرأة).